# Elezioni legislative in Portogallo del 1965
Le elezioni legislative in Portogallo del 1965 si tennero il 7 novembre per il rinnovo dell'Assemblea Nazionale. Queste furono le ultime elezioni che si tennero con António de Oliveira Salazar come primo ministro.

## Legge elettorale
Non ci furono cambiamenti ai collegi elettorali né ai requisiti per ottenere il diritto di voto.

## Campagna elettorale
L'opposizione al regime presentò sue liste elettorali nei collegi di Lisbona, Porto, Leiria, Viseu e Braga, ma i candidati si ritirarono per l'impossibilità del governo di garantire elezioni libere da brogli elettorali.

## Risultati
|                        |                     |           |      |           |         |  |
| Partito                | Partito             | Voti      | %    | Seggi     | +/-     |  |
|                        | Unione Nazionale    | 998 542   | 100  | 130 / 130 | Stabile |  |
|                        |                     |           |      |           |         |  |
| Non validi/Bianchi     | Non validi/Bianchi  | –         | –    | –         | –       |  |
| Totale                 | Totale              | 998 542   | 100  | 130       | Stabile |  |
| Con diritto di voto    | Con diritto di voto | 1 357 459 | –    | –         | –       |  |
| Affluenza              | Affluenza           | –         | 73,6 | –         | 0,4%    |  |
|                        |                     |           |      |           |         |  |
| Fonte: Nohlen & Stöver |                     |           |      |           |         |  |